# Позен (административный округ, Пруссия)
Административный округ Позен (нем. Regierungsbezirk Posen) — административно-территориальная единица второго уровня в Пруссии, существовавшая в 1815—1919 годы. Округ был создан в 1815 году на территории, закреплённой за Пруссией после Венского конгресса и упразднён после возвращения его основной территории в состав Польши по условиям Версальского договора. Сегодня основная территория бывшего прусского округа Позен принадлежит Польше и входит в состав Великопольского воеводства.

## Положение
Округ Позен входил в состав провинции Позен. На севере граничил с также относящимся к провинции Позен округом Бромберг, на востоке — с Царством Польским, на юге — с округами Оппельн, Бреслау и Лигниц прусской провинции Силезия и на западе — с округом Франкфурт прусской провинции Бранденбург. Административный центр округа располагался в городе Позен (ныне польский город Познань).

## История
Округ Позен был образован в 1815 году в ходе административной реформы, проведённой в Пруссии после Венского конгресса. В 1820 году на территории округа были образованы 18 районов: Адельнау, Бирнбаум, Бомст, Бук, Замтер, Костен, Крёбен, Кротошин, Мезериц, Оборник, Пайзерн, Плешен, Фрауштадт, Шилдберг, Шрим, Шрода, Позен-Ланд и городской район Позен. В 1887 году в результате очередной административной реформы были образованы районы Гостын, Гретц, Ярошин, Кемпен, Кошмин, Лисса, Нойтомишель, Острово, Позен-Ост, Позен-Вест, Равич, Шмигель, Шверин-ан-дер-Варте и ликвидированы районы Бук, Крёбен и Позен-Ланд.
В 1820 году население округа составляло 621 099 человек. К 1850 году число жителей увеличилось до 900 756, а в 1905 году составило около 1,2 миллионов человек. Большинство населения округа было польскоязычным.
По решениям Версальского договора 1 января 1920 года основная часть прусских провинций Позен и Западная Пруссия отошла Польше, в результате чего округ Позен также прекратил своё существование. Отошедшая Польше часть провинции Позен образовала новое Познанское воеводство.
Лишь небольшая западная часть округа Позен (район Шверин-ан-дер-Варте целиком, а также частично районы Бомст, Фрауштадт, Мезериц, Лисса, Кротошин и Равич) осталась в составе Пруссии. Оставшиеся части районов Лисса, Кротошин и Равич были переданы в силезский административный округ Бреслау, а оставшиеся районы Шверин, Бомст, Фрауштадт, Мезериц вместе с прилегающими западными остатками Западной Пруссии в 1922 году образовали новую провинцию Позен-Западная Пруссия. В 1938 году провинция Позен-Западная Пруссия была также упразднена, а её территория поделена между соседними провинциями Померания, Бранденбург и Силезия.
После оккупации Польши войсками вермахта в сентябре 1939 года и образовании рейхсгау Вартеланд (до января 1940 года называлось рейхсгау Позен) в Третьем рейхе был снова создан округ Позен, границы которого несколько отличались от одноимённого прусского округа.

## Административное деление

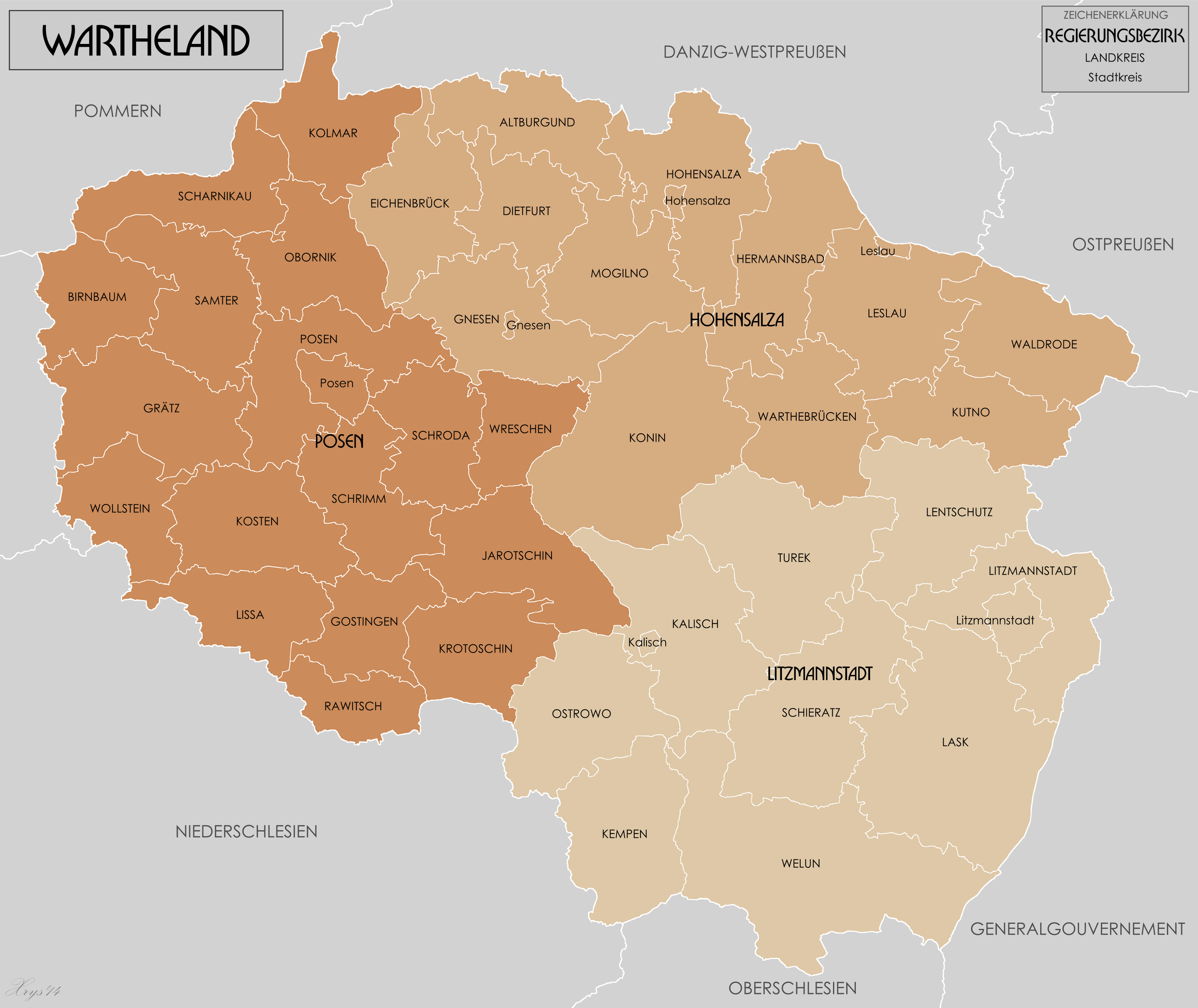
Для сравнения: округа рейхсгау Вартеланд в 1944

Районы округа Позен с указанием их районных центров:
| 1818—1887 Городские районы - городской район Позен Сельские районы - район Адельнау - район Бирнбаум - район Бомст - район Бук (упразднён в 1887) - район Замтер - район Костен - район Крёбен (упразднён в 1887) - район Кротошин - район Мезериц - район Оборник - район Пайзерн - район Плешен - сельский район Позен (разделён в 1887) - район Фрауштадт - район Шилдберг - район Шрим - район Шрода | 1887—1919 Городские районы - городской район Позен Сельские районы - район Адельнау - район Бирнбаум - район Бомст - район Гостын (создан в 1887) - район Гретц (создан в 1887) - район Замтер - район Кемпен (создан в 1887) - район Костен - район Кошмин (создан в 1887) - район Кротошин - район Лисса (создан в 1887) - район Мезериц - район Нойтомишель (создан в 1887) - район Оборник - район Острово (создан в 1887) - район Пайзерн - район Плешен - район Позен-Вест (создан в 1887) - район Позен-Ост (создан в 1887) - район Равич (создан в 1887) - район Фрауштадт - район Шверин-ан-дер-Варте (создан в 1887) - район Шилдберг - район Шмигель (создан в 1887) - район Шрим - район Шрода - район Ярошин (создан в 1887) |